# Клубнекамыш
Клубнекамыш (лат. Bolboschoenus) — род многолетних трав семейства Осоковые (Cyperaceae).

## Ботаническое описание
Корневище ползучее, большей частью с клубневидными утолщениями. Стебель 50—80(100) см высотой, трёхгранный, олиственный. Листья ланцетные, плоские, 3—8 мм шириной, шероховатые, верхушечных обычно 3. Соцветие зонтиковидное, иногда — головчатое. Цветки обоеполые, с 2—3 рыльцами, 3 тычинками, столбик при плодах опадающий. Плод — орешек 2—3-гранный, 2—4 мм длины.

## Распространение
Известно приблизительно 15 видов. Виды клубнекамыша произрастают почти по всему земному шару, кроме холодных областей. В умеренной зоне северного полушария встречаются по травянистым болотам, берегам водоёмов, старицам, заливным лугам. Встречаются также по солончаковым болотам, мокрым солончакам, посевах риса. На территории России произрастают: клубнекамыш сизый, клубнекамыш широкоплодный, клубнекамыш морской, клубнекамыш плоскостебельный, клубнекамыш Ягара.

## Значение и применение
Клубневидные утолщения содержат большое количество крахмала, служат кормом для скота. Калмыки употребляют их в пищу в варёном и печёном виде. В Индии размельчённые плоды клубнекамыша иногда используют как примесь к муке.

## Классификация
По современным представлениям, на 2013 год род содержит следующие виды:
| - Bolboschoenus caldwellii (V.J.Cook) Soják - Bolboschoenus capensis (Burm.f.) Holub — Клубнекамыш капский - Bolboschoenus fluviatilis (Torr.) Soják - Bolboschoenus glaucus (Lam.) S.G.Sm. — Клубнекамыш сизый - Bolboschoenus grandispicus (Steud.) Lewej. et Lobin - Bolboschoenus laticarpus Marhold, Hroudová, Ducháček et Zákr. — Клубнекамыш широкоплодный - Bolboschoenus maritimus (L.) Palla — Клубнекамыш морской - Bolboschoenus medianus (V.J.Cook.) Soják | - Bolboschoenus nobilis (Ridl.) Goetgh. et D.A.Simpson - Bolboschoenus novae-angliae (Britton) S.G.Sm. — Клубнекамыш новоанглийский - Bolboschoenus planiculmis (F.Schmidt) T.V.Egorova — Клубнекамыш плоскостебельный - Bolboschoenus robustus (Pursh) Soják - Bolboschoenus schmidii (Raymond) Holub - Bolboschoenus stagnicola (Raymond) Soják - Bolboschoenus yagara (Ohwi) Y.C.Yang et M.Zhan — Клубнекамыш Ягара |